# Algete

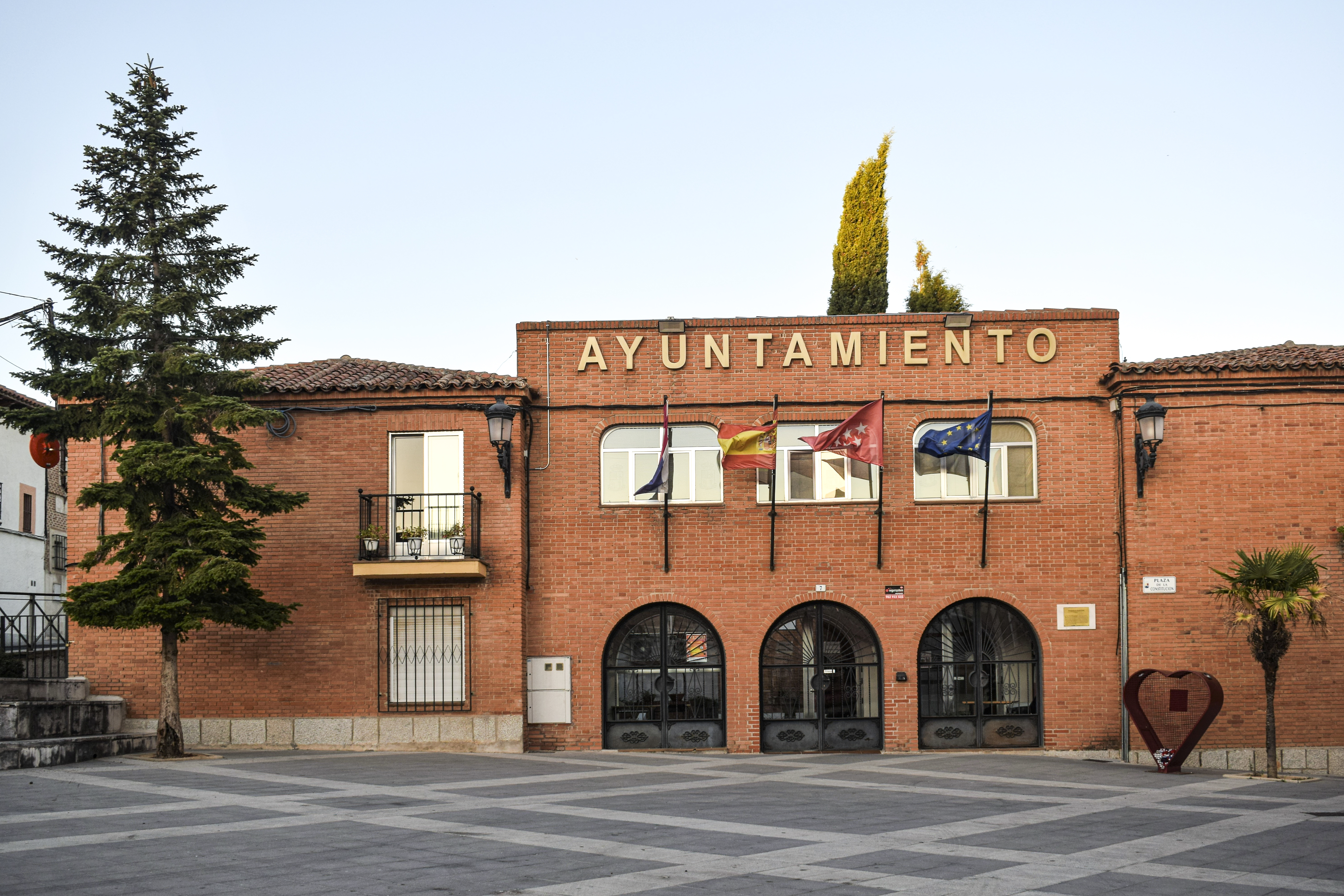
Dependencias municipales

Algete es un municipio y localidad española de la Comunidad de Madrid, situado a 30 km al noreste de la capital.

## Toponimia
El nombre de Algete deriva del árabe al-sat 'la orilla, la ribera'.

## Geografía
Se encuentra a escasos 20 km al noreste de los desarrollos urbanísticos de Sanchinarro y Las Tablas de Madrid. Posee una superficie de 38 km². La zona oeste comprende una llanura por la que discurre el río Jarama. Algete, como núcleo principal de población está situado entre cerros. Siguiendo hacia el este de Algete y subiendo por unas pequeñas colinas, nos encontramos con una zona conocida como Llano del campo. La altitud del término municipal varía entre 600 y 780 m s. n. m.
Las zonas habitadas pueden distinguirse en dos categorías: urbanizaciones residenciales y centro histórico. En las zonas residenciales son Santo Domingo (al lado de la autopista A-1), Prado Norte (en la carretera de Fuente el Saz) y Ciudad Jardín Valderrey (junto al centro histórico). El centro histórico se divide en diferentes barrios, como Palomares, Retamar (o Nuevo Algete), El Cigarral, El Tesoro (o Montesoro), Las Pryconsas I y II, Los Pazos, Castillo y Las Letras (o Escritores).
Aparte, existen núcleos aislados como la Dehesa Nueva. También existen varios polígonos industriales como Río de Janeiro, Los Nogales, Los Malatones o La Garza. Los alrededores de Algete están formados en su mayoría por campos de cultivo, bosques de eucaliptos y monte bajo. Limita con los municipios de Fuente el Saz de Jarama, San Sebastián de los Reyes, Valdeolmos-Alalpardo, Cobeña, Daganzo de Arriba, El Molar, San Agustín del Guadalix y Colmenar Viejo.
El clima es de tipo mediterráneo continental, de inviernos no muy fríos y veranos cálidos. Los meses de invierno son mucho más lluviosos que los meses de verano en Algete. Este clima es considerado Csa según la clasificación climática de Köppen-Geiger. La temperatura media anual en Algete se encuentra a 14.1 °C. La precipitación aproximada es de 455 mm. La menor cantidad de lluvia ocurre en julio. El promedio de este mes es 7 mm. La mayor parte de la precipitación aquí cae en octubre, promediando 65 mm. Las temperaturas son más altas en promedio en julio, alrededor de 25.4 °C. enero es el mes más frío, con temperaturas promediando 4.7 °C. La variación en la precipitación entre los meses más secos y más húmedos es de 58 mm. A lo largo del año, las temperaturas varían en 20.7 °C. El mes con mayor humedad relativa es enero (76.07 %). El mes con menor humedad relativa es julio (30.39 %). El mes con el mayor número de días lluviosos es abril (8.40 días). El mes con el menor número de días lluviosos es julio (1.53 días). En Algete, el promedio del porcentaje del cielo cubierto con nubes varía considerablemente en el transcurso del año. La parte más despejada del año en Algete comienza aproximadamente el 11 de junio; dura 3,0 meses y se termina aproximadamente el 12 de septiembre. El mes más despejado del año en Algete es julio, durante el cual en promedio el cielo está despejado, mayormente despejado o parcialmente nublado el 86 % del tiempo. La parte más nublada del año comienza aproximadamente el 12 de septiembre; dura 9,0 meses y se termina aproximadamente el 11 de junio. El mes más nublado del año en Algete es diciembre, durante el cual en promedio el cielo está nublado o mayormente nublado el 51 % del tiempo.
En lo referido al medio físico, el municipio presenta dos zonas claramente diferenciadas, pequeñas colinas en la zona este y la meseta conocida como Llano del Campo al Oeste. Una amplia planicie queda entre ambos extremos, la cual muere en el río Jarama, afluente del Tajo. La población se asienta en la ladera sur de un pequeño cerro, barrio del Castillo, dominado por otros de mayor altura como Valserrano, Tesoro, Retamar y Carrachel, que lo protegen de los vientos.
La altitud oscila entre los seiscientos metros del lecho del Jarama y los setecientos ochenta de las lomas de algunas colinas en la parte este. Las temperaturas están en torno a los 4° de mínima en invierno y los 35° de máxima en verano. Lluvias irregulares y en general escasas, con tormentas aisladas en verano.
La vegetación arbórea está formada por encinas, aunque éstas han ido desapareciendo, quedando sólo algún encinar en Soto Mozanaque. Junto a los arroyos queda algún fresno y chopo; hay almendros y olivares, aunque no se dedican al uso industrial. En los cerros y prados hay retamas y tomillo, además de té de campo. La vegetación silvestre menor es muy variada: espárragos trigueros, margaritas, ortigas, etc.
La fauna, rica y variada en otros tiempos (jabalís, liebres, conejos, perdices, codornices…), se vio diezmada por la caza. Pero si algo caracteriza al municipio de Algete es la avifauna típica de la región del Jarama, compuesta por abubillas, abejarucos, tordos, y otros vertebrados como sapos, ranas, culebras, lagartijas, etc.

## Medio ambiente
Algete se encuentra rodeado en buena parte de su territorio municipal por la zona protegida Z.E.P.A: Cerealista de la cuenca del río Jarama. 
Su término municipal apuntando al norte y usando como límite la carretera de Fuente El Saz, hasta el sureste usando de límite la carretera de Cobeña, forman parte de un polígono natural de alto valor ecológico con especies en peligro de extinción. La Unión Europea le ha concedido el estatus de ZEPA (zona especial de protección de aves, al amparo de la normativa europea) donde conviven aves como la avutarda, el cernícalo, el aguilucho cenizo, además de perdices, conejos, liebres, topos, erizos, etc.

## Historia
No se tiene constancia clara del inicio de la población del municipio. Existen restos de asentamientos humanos en la Edad del Hierro, pertenecientes a la cultura campaniforme hallados en la vega del Jarama. Se han hallado también restos de villas romanas y de asentamientos visigodos.
Se sabe que ya estaba habitado en época árabe por la existencia de qanat o vías de agua subterránea. De esta época puede provenir su nombre, derivado de Al-Satt [cita requerida], que significa la ribera (por el río Jarama). Otra teoría aboga por una procedencia íbera. 
El primer documento histórico data del año 720, Táriq ibn Ziyad se dirige hacia el norte, dejando una compañía vigilando en un cerro el camino y el río [cita requerida]. Esta compañía, llamada Al-Satt, estaría circunscrita, probablemente, al Reino de Toledo.
En 1081, Alfonso VI de León comenzó la reconquista de la cuenca del Jarama, expulsando a los musulmanes y repoblando la zona con cristianos provenientes del Sur.
En el siglo XV disminuyó la intensidad circulatoria por esta zona, por lo que gran número de familias judías huyeron para mantener su negocio.
En el siglo XVI Algete alcanzó el título de villa. A mediados de siglo se reconstruye la iglesia, posiblemente sobre otra anterior de origen románico. En 1579, Gregorio XIII desafecta Algete del Arzobispado de Toledo y lo transfiere a la Corona. Así, Felipe II lo vende por veinte mil ducados a García Hurtado de Mendoza, marqués de Cañete y Virrey del Perú.
En el siglo XVIII llegan de las casas señoriales. Varios documentos de esta época testimonian varias visitas del rey Carlos III a la "Villa de Argete". 
En 1728, Felipe V erige el Ducado de Algete con Grandeza de España a favor de Cristóbal de Moscoso y Montemayor. Los datos catastrales de esta época hablan de una población de "290 vecinos que viven en 282 casas", aumentando el número de habitantes a 1263 en tan solo unos años. 
Ya en el siglo XIX, Alfonso XII visita el municipio en 1883, y en 1891 se construyen las primeras escuelas municipales. 
En el siglo XX, iniciada la Guerra Civil Algete quedó en el bando republicano donde la población sufrió una severa represión, los republicanos quemaron las imágenes religiosas y destruyeron el órgano de la iglesia que fue usada como centro de intendencia de las milicias republicanas, instalándose en el Soto del Duque un pequeño campo de aviación.
Fue precisamente desde este aeródromo desde donde partió el coronel Segismundo Casado hacia Valencia, dejando Madrid entregado al general Franco, hecho que permitió que las tropas sublevadas se hicieron con el control de la capital y del propio pueblo. 
En la década de los sesenta llega poco a poco el desarrollismo al municipio: nacen las primeras zonas industriales, se canaliza el agua, se ensanchan carreteras, se reforma el alumbrado público. En los setenta se construyen el Ayuntamiento; en la década de los ochenta se levanta la plaza de toros y se desarrolla el polideportivo en unos terrenos cedidos por el Duque de Alburquerque, y en los noventa se construye el nuevo centro de salud y algunos centros educativos. Al igual que muchas ciudades de los alrededores de Madrid, experimentó un crecimiento desmesurado durante los años ochenta y noventa debido a la emigración procedente del medio rural.

## Demografía
Cuenta con una población de 21 167 habitantes (INE 2024).
| Gráfica de evolución demográfica de Algete entre 1842 y 2021                                                                                                |
| |
| Población de derecho según los censos de población del INE Población de hecho según los censos de población del INEEn este censo se denominaba Aljete: 1842 |

## Comunicaciones

### Carretera
La principal vía de acceso es la A-1, aunque también cuenta con la vía de circunvalación M-50.

### Autobús

#### Interurbano
La localidad cuenta con una amplia red de autobuses interurbanos que la conectan con Alcalá de Henares, Madrid (Plaza de Castilla y Barajas), Alcobendas, San Sebastián de los Reyes y otros muchos municipios del norte de Madrid:
| Línea | Recorrido                                               | Operador |
| ----- | ------------------------------------------------------- | -------- |
| 171   | Madrid (Plaza de Castilla - Urbanización Santo Domingo) | ALSA     |
| 180   | Alcobendas FF.CC. - Algete                              | Interbus |
| 181   | Madrid (Plaza de Castilla) - Algete                     | Interbus |
| 182   | Madrid (Plaza de Castilla) - Algete - Valdeolmos        | Interbus |
| 183   | Madrid (Plaza de Castilla) - Cobeña - Algete            | Interbus |
| 184   | Madrid (Plaza de Castilla) - El Casar                   | Interbus |
| 185   | Madrid (Plaza de Castilla) - Cobeña - Nuevo Algete      | Interbus |
| 197   | Madrid (Plaza de Castilla) - Torrelaguna                | ALSA     |
| 254   | Valdeolmos - Fuente el Saz - Alcalá de Henares          | ALSA     |
| 263   | Madrid (Barajas) - Cobeña - Algete                      | Interbus |
| FS2   | Torrelaguna - Alcalá de Henares                         | ALSA     |
| N103  | Madrid (Plaza de Castilla) - Algete                     | Interbus |

La línea 197 sólo presta servicio al municipio los días lectivos, con 1 servicio que acerca a los estudiantes de Valdetorres de Jarama y Fuente el Saz de Jarama al IES Gustavo Adolfo Bécquer a las 8 de la mañana. Por la tarde hace el recorrido inverso a las 14:30, además de otro servicio procedente de Madrid a las 14:40 con destino Uceda.
La línea FS2 sólo presta servicio los sábados laborables, domingos y festivos.
Se recomienda consultar horarios.

#### Urbano
Hasta el 9 de enero de 2012, existieron 2 líneas urbanas de autobús urbano. Conectaban el centro del pueblo con las urbanizaciones Monte Tesoro, Santo Domingo, Prado Norte, los polígonos industriales de la carretera M-106 y la zona norte de Nuevo Algete. Ambas eran operadas por Maitours S.L.
Actualmente existe una línea especial de instituto regulada por el CRTM que sólo opera los días lectivos con un servicio por la mañana a las 8 y por la tarde a las 14:30.
| Línea | Recorrido       | Operador |
| ----- | --------------- | -------- |
| i1    | Ruta institutos | Interbus |

### Taxi
Los taxis algeteños pertenecen al Área de Prestación Conjunta del Taxi de Madrid, por lo que los vehículos con licencia de taxi de Algete llevan una franja roja diagonal de delante hacia atrás en las puertas delanteras y el escudo de la Villa de Madrid, con el Oso y el Madroño y la palabra "Madrid". 

## Administración y política

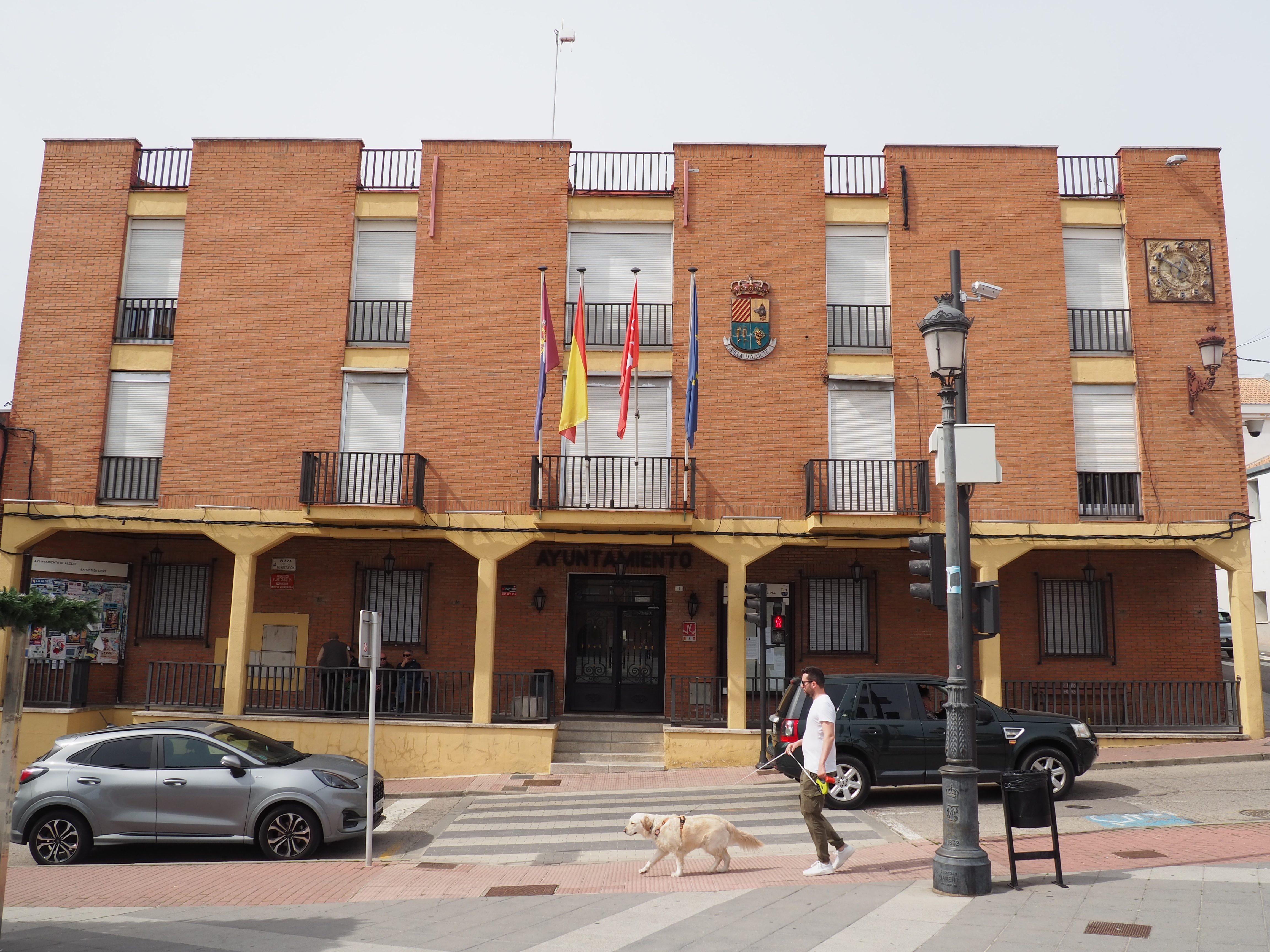
Casa consistorial

El Partido Popular gobernó el pueblo desde la restauración de la democracia. Entre 1995 y 1999, fue alcalde Carlos Torquemada. En estos años el PP recibió muchas críticas por la falta de acción e inactividad. Volvió a ganar las elecciones ese año, pero sin mayoría absoluta, por lo que fue sustituido por una coalición entre el PSOE e Izquierda Unida, siendo nombrado alcalde Jesús Herrera. Tras las elecciones de 2007 se produjo un cambio en el Ayuntamiento, siendo Inmaculada Juárez del PP la alcaldesa. En las elecciones de 2011. El PP revalidó la mayoría absoluta, repitiendo Juárez como alcaldesa, pero antes de finalizar la legislatura, dimitió por motivos de salud y fue sucedida por Cesáreo de la Puebla. En las elecciones de 2015 el PP obtuvo 9 concejales. El PSOE consiguió 4 concejales, Vecinos por Algete (VxA) otros 4 concejales, Ciudadanos (Cs) consiguió 2 concejales, al igual que Izquierda Unida, que también obtuvo 2 concejales. En las elecciones municipales de 2019, el PP perdió la mayoría, obteniendo 5 concejales PSOE, 4 PP, 3 Ciudadanos, 3 Vecinos por Algete, 2 Unión Santo Domingo (USD), 2 UCIN y 2 Vox, formándose un gobierno de coalición entre PSOE, Vecinos por Algete, USD y UCIN en las que se nombró como alcalde a Juan Jesús Valle García (PSOE). En las elecciones municipales de 2023 el PP con siete concejales, la Unión de Ciudadanos Independientes (UCIN) con dos ediles y Unión Santo Domingo (USD) con otros dos, firmaron un acuerdo para gobernar el ayuntamiento de Algete durante los próximos cuatro años y nombrar alcalde a Fernando Romo (PP).

### Alcaldes desde la democracia
| Lista de alcaldes |                                                                                 |                                          |
| Años              | Nombre                                                                          | Partido Político                         |
| 1979-1983         | Rafael Pillado Ortiz                                                            | Independiente                            |
| 1983-1987         | Tomás de la Puebla Martín                                                       | Coalición Popular (CP)                   |
| 1987-1991         | Tomás de la Puebla Martín                                                       | Alianza Popular (AP)                     |
| 1991-1995         | María Magdalena Teigeiro Ruiz                                                   | Partido Popular (PP)                     |
| 1995-1999         | Carlos Torquemada Vidal                                                         | Partido Popular (PP)                     |
| 1999-2003         | Jesús Herrera Fernández                                                         | Partido Socialista Obrero Español (PSOE) |
| 2003-2007         | Jesús Herrera Fernández                                                         | Partido Socialista Obrero Español (PSOE) |
| 2007-2011         | Inmaculada Juárez Meléndez                                                      | Partido Popular (PP)                     |
| 2011-2015         | Inmaculada Juárez Meléndez (2011-2013) Cesáreo de la Puebla de Mesa (2013-2015) | Partido Popular (PP)                     |
| 2015-2019         | Cesáreo de la Puebla de Mesa                                                    | Partido Popular (PP)                     |
| 2019-2023         | Juan Jesús Valle García                                                         | Partido Socialista Obrero Español (PSOE) |
| 2023-2027         | Fernando Romo Raposo                                                            | Partido Popular (PP)                     |

## Educación
En Algete hay 6 escuelas infantiles (2 públicas y 4 privadas), 7 colegios públicos de educación infantil y primaria y 2 institutos de educación secundaria.

## Patrimonio histórico

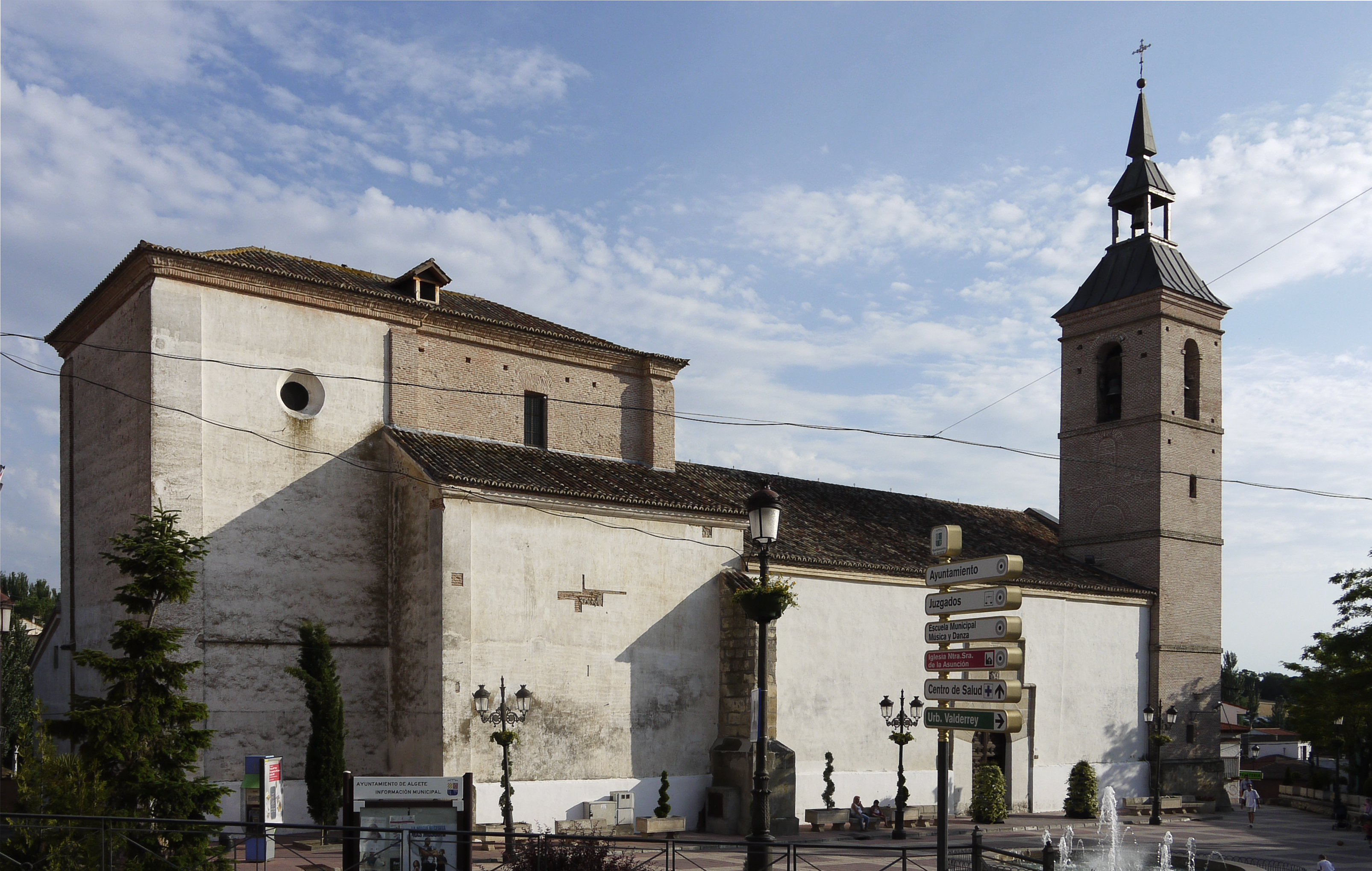
Iglesia de Nuestra Señora de la Asunción

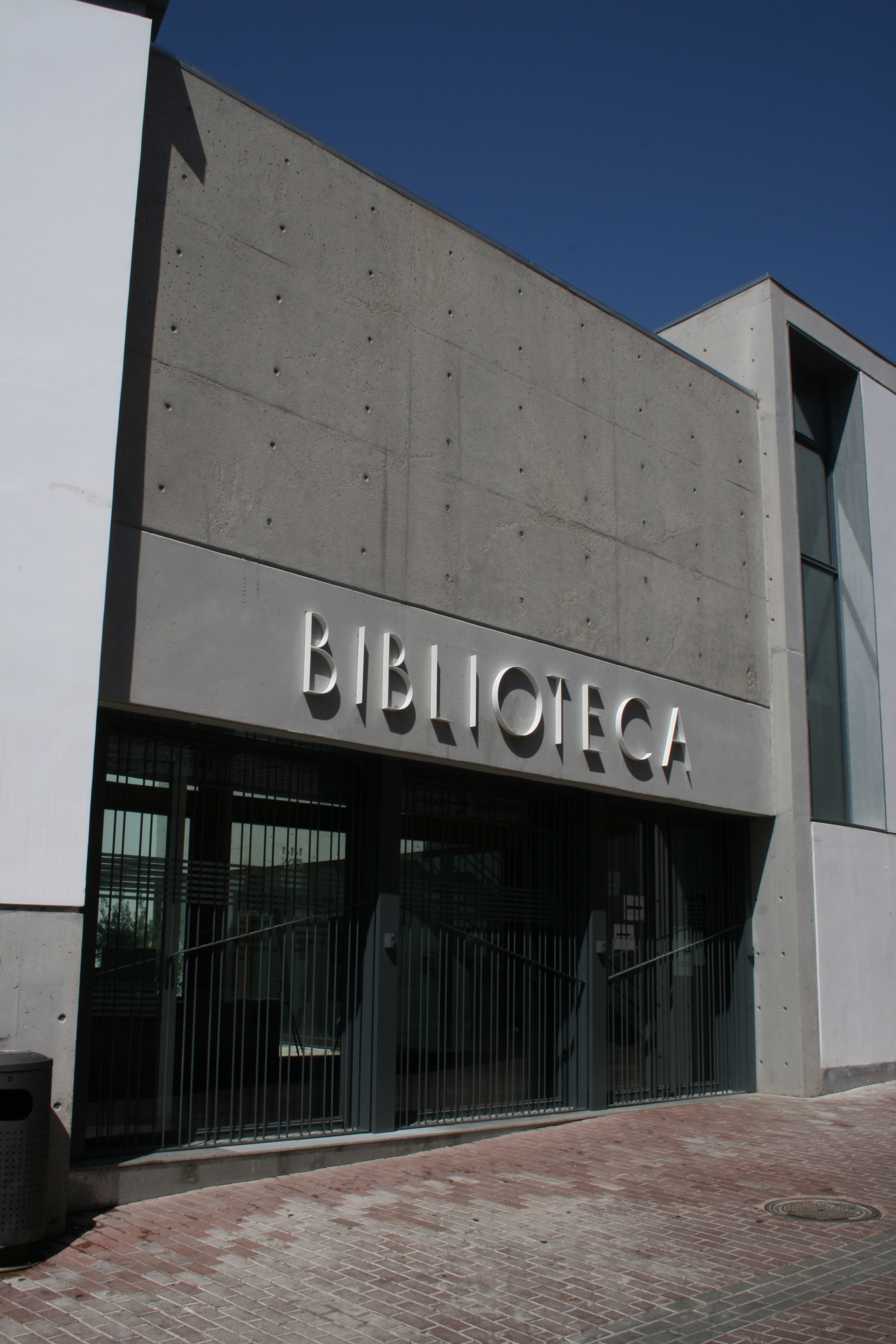
Biblioteca

- Iglesia de la Asunción de Nuestra Señora

## Fiestas
La fiesta patronal es el 14 de septiembre en honor al Santísimo Cristo de la Esperanza, pero se celebra el segundo viernes de septiembre, haciendo que las fiestas empiecen el jueves anterior y terminen el lunes siguiente.
La segunda fiesta patronal se celebra el último domingo de mayo. Está dedicada a la Virgen de las Flores y su Hermandad (Corte de María), la cual está compuesta exclusivamente por mujeres. Al término de la procesión se sortea un cordero. En los últimos años se aprovecha esta fecha para la elección de la reina y damas de las fiestas de septiembre.
Otra fiesta de gran arraigo es San Roque (16 de agosto). Existen ordenanzas desde finales del siglo XVII. Su Hermandad conserva un estandarte de finales del XIX y en el día del santo reparte, al término de la procesión (al son de las dulzainas), lo que se conoce como La Caridad, esto es, trozos de pan y queso. Existen teorías que establecen su patronazgo sobre la Villa en algún momento de su historia, o al menos la titularidad de la iglesia parroquial. Con la última restauración del edificio se descubrió una hornacina con unos frescos en la pared lateral, cuya imagen recuerda al santo peregrino con su inseparable perro. Tuvo una ermita a la salida del pueblo en dirección a Alalpardo (aún a este sitio se le denomina Puente de San Roque), cercano a la Fuente de las Gotas. Aparte de esto, es el único santo "local" que da su nombre a alguna calle del municipio (en concreto a DOS).
Se celebra también el día de San Antón (17 de enero), la Hermandad de San Antón recorre las calles del pueblo por la mañana despertando a los vecinos con un alegre pasacalles, al son de un tambor que se conserva desde las guerras carlistas.
El día de San Isidro (15 de mayo), los agricultores llevan la procesión a los campos de cereales que rodean Algete, con el objeto de bendecirlos antes de la cosecha.
Aunque más actual, otra fiesta muy popular es la de Santa Cecilia (22 de noviembre). En el domingo más cercano a este día, las tres agrupaciones locales que se dedican al noble arte de la Música (Orquesta de Plectro, Coral y Banda de Música) celebran juntas una Misa y una Procesión. Previamente han ofrecido un Concierto (juntas o por separado) en su honor. 
Está alcanzando especial relevancia la celebración de la Semana Santa. Con algunas matizaciones, y algo de sentido común, se podría mejorar aún más. Todas las imágenes que se veneran son posteriores al año 1939. Existen dos Cofradías: Cristo de la Esperanza y Nuestra Señora de los Dolores (Soledad). Los "pasos" son: JESÚS EN LA BORRIQUITA, JESÚS NAZARENO (con la cruz al hombro), CRISTO DE LA ESPERANZA (crucificado), VIRGEN DE LAS ANGUSTIAS ("piedad"), VIRGEN DE LA SOLEDAD y CRISTO EN EL SEPULCRO. En la procesión del Viernes Santo se hace voto de silencio, que solo se rompe para el rezo del Vía Crucis.
Según testimonios de nuestros mayores, transmitidos de generación a generación, hace muchos años, en el lugar donde se encuentra el cementerio, apareció una imagen de la Virgen María con el Niño en una retama y erigieron una ermita dedicada a ella, bajo la advocación de Valderrabé. La ermita era grande, tenía un retablo con las imágenes de la Virgen, San José y el Ángel de la Guarda y un Altar, bajo el que se encontraba una retama verde, en la que, según la tradición, había aparecido la imagen. A mediados del siglo XIX, se retiró el cementerio que estaba junto a la iglesia, en el centro del pueblo y se trasladó en torno a la ermita de Valderrabé, produciéndose enterramientos dentro y fuera de la misma. Con los sucesos de la guerra, en los años treinta de nuestro siglo, la ermita quedó en ruinas y la imagen de la Virgen desapareció. Hasta esas fechas, cada año se celebraba una misa solemne en torno al nueve de noviembre. En los años cincuenta se realizó una nueva imagen semejante y se reconstruyó la ermita. En estas obras apareció el cuerpo incorrupto del Padre Jerónimo. En 1977, con la ampliación del cementerio, la ermita fue demolida y se construyó una pequeña capilla al fondo del mismo, a la que se trasladaron los restos del Padre Jerónimo y la imagen de la Virgen de Valderrabé, que es donde se venera en la actualidad. Esta advocación, tan antigua y tradicional de la Virgen, que estaba algo adormecida y casi sólo vinculada al cementerio, se ha tratado de recuperar más ampliamente para todos en los años noventa, trasladando la imagen, algunos años, a la iglesia y honrándola de nuevo, de forma especial, en torno al 9 de noviembre.